# Torre de Velilla
La Torre de Velilla es una atalaya costera troncocónica situada en el término municipal de Almuñécar, provincia de Granada (Andalucía, España). Se ubica en un cerro de la margen izquierda de río Verde. En la actualidad se encuentra rodeada de urbanizaciones.

## Descripción
La Torre de Velilla es atalaya costera de forma troncocónica, sensiblemente ataluzada y de planta circular, de 7,50 metros de diámetro. Está construida con mampostería de piedras de mediano tamaño y enlucido de mortero rico en cal. Conserva su altura completa con unos 12 metros.
El hueco de acceso a la habitación interior se sitúa al norte, a 7 metros de altura, conservando un arco de medio punto y las jambas de ladrillo y el matacán de piedra. Dispone de una tronera al sur. Tiene completos en peto de la terraza y el murete sobre los canes de la defensa de la buharda.
En la parte de la torre orientada hacia el mar se observan dos oberturas. La orientada hacia el oeste es una pequeña ventana practicada en la mampostería. En cambio, la obertura oriental es de mayor tamaño y corresponde a una rotura, aunque muy probablemente se tratase de una ventana anterior a la occidental. En el lado oriental se observa una restauración con cemento en la base.